# Xenotrechus denticollis
Xenotrechus denticollis är en skalbaggsart som beskrevs av Barr och Krekeler. Xenotrechus denticollis ingår i släktet Xenotrechus och familjen jordlöpare. Inga underarter finns listade i Catalogue of Life.